# Zavodnje
Zavodnje – wieś w Słowenii, w gminie Šoštanj. W 2018 roku liczyła 283 mieszkańców.